# Uncinia hookeri
Uncinia hookeri är en halvgräsart som beskrevs av Francis M.B. Boott. Uncinia hookeri ingår i släktet Uncinia och familjen halvgräs. Inga underarter finns listade i Catalogue of Life.